# Samomorilski inhibitor
Samomorilski inhibitor (tudi samomorilski zaviralec) je tip ireverzibilnih encimskih inhibitorjev, ki se veže na encim kot analog substrata in tvori ireverzibilni kompleks med normalno katalitično reakcijo.
Tovrstni inhibitor se torej veže na aktivno mesto encima in preide nekaj prvih stopenj normalne encimske reakcije, vendar v končni fazi ne nastane normalen produkt, pač pa zelo reaktivna spojina, ki se na encim veže ireverzibilno (torej s kovalentnimi vezmi) in ga tako inhibira (inaktivira). Z drugimi besedami, samomorilski inaktivator sam po sebi nima predhodno inhibitorskih lastnosti, pač pa jih pridobi med samo katalitično reakcijo.
Njihova prednost je predvsem ta, da postanejo reaktivni šele po vezavi na aktivno mesto in med katalitično reakcijo, hkrati pa so visoko specifični za določen encim. V skladu s tem so morebitni stranski učinki močno zmanjšani, s tem pa predstavljajo pomemben člen v t. i. racionalnem načrtovanju zdravil (angleško rational drug design), ki temelji na razumevanju substratov in mehanizmov reakcij.

## Medicinski pomen
Samomorilski inhibitorji imajo veliki potencial pri zdravljenju različni bolezni. Ena takih je spalna bolezen oz. afriška tripanosomoza, ki jo povzroča bičkar Trypanosoma brucei. Šibka točka tega zajedavca (parazita) je biosinteza poliaminov, natančneje spermina in spermidina, ki sta udeležena pri pakiranju DNK v kromatin, in sta torej potrebna v velikih količinah pri hitro delečih celicah. Prvo stopnjo sinteze poliaminov katalizira encim ornitin sintaza, ki se pri sesalcih (torej tudi pri človeku) redno sintetizira in razgrajuje (poteka proces obračanja proteina), pri tripanosomah pa se encimske molekule ne nadomeščajo redno. S samomorilskih inaktivatorjem, kot je difluorometilornitin (eflornitin ali DFMO), lahko uspešno pozdravimo omenjeno bolezen.
Znani primer je tudi klavulanska kislina, zaviralec betalaktamaze, ki se uporablja v kombinaciji s penicilinskimi antibiotiki kot pomoč pri premagovanju bakterijske odpornosti proti tem antibiotikom.